# Seis Naciones M20 2020
El Seis Naciones M20 de 2020 fue la decimotercera edición del torneo más importante de rugby en Europa para menores de 20 años. 
Inicialmente se iba a disputar del 31 de enero al 15 de marzo, pero debido a la Pandemia de COVID-19, los tres partidos que fueron pospuestos no se disputaron decidiéndose finalmente la cancelación del torneo.

## Equipos participantes
- Selección juvenil de rugby de Escocia (Escocia M20)
- Selección juvenil de rugby de Francia (Francia M20)
- Selección juvenil de rugby de Gales (Gales M20)
- Selección juvenil de rugby de Inglaterra (Inglaterra M20)
- Selección juvenil de rugby de Irlanda (Irlanda M20)
- Selección juvenil de rugby de Italia (Italia M20)

## Posiciones
| Pos. | Equipo     | Encuentros | Encuentros | Encuentros | Encuentros | Tantos  | Tantos    | Tantos     | Puntos Bonus | Puntos Totales |
| Pos. | Equipo     | jugados    | ganados    | empatados  | perdidos   | a favor | en contra | diferencia | Puntos Bonus | Puntos Totales |
| ---- | ---------- | ---------- | ---------- | ---------- | ---------- | ------- | --------- | ---------- | ------------ | -------------- |
| 1    | Irlanda    | 3          | 3          | 0          | 0          | 113     | 69        | +44        | 3            | 15             |
| 2    | Escocia    | 5          | 2          | 0          | 3          | 147     | 134       | +13        | 5            | 13             |
| 3    | Francia    | 4          | 2          | 0          | 2          | 95      | 84        | +11        | 4            | 12             |
| 4    | Inglaterra | 4          | 2          | 0          | 2          | 93      | 103       | –10        | 3            | 11             |
| 5    | Gales      | 5          | 2          | 0          | 3          | 83      | 138       | –55        | 1            | 8              |
| 6    | Italia     | 3          | 1          | 0          | 2          | 65      | 68        | –3         | 2            | 6              |

Nota: Se otorgan 4 puntos al equipo que gane un partido, 2 al que empate y 0 al que pierda
Puntos Bonus: 1 punto por convertir 4 tries o más en un partido y 1 al equipo que pierda por no más de 7 tantos de diferencia
3 puntos extras si un equipo logra el Gran Slam

## Resultados

### Primera fecha
| 31 de enero | Irlanda | 38 - 26 | Escocia | Irish Independent Park, Cork |                              |
| 19:15       |         | Reporte |         | Árbitro(s): Gianluca Gnecchi | Árbitro(s): Gianluca Gnecchi |

| 31 de enero | Gales | 7 - 17  | Italia | Stadiwm Zip World, Colwyn Bay |                         |
| 19:35       |       | Reporte |        | Árbitro(s): Chris Busby       | Árbitro(s): Chris Busby |

| 1 de febrero | Francia | 24 - 29 | Inglaterra | Stade des Alpes, Grenoble   |                             |
| 21:00        |         | Reporte |            | Árbitro(s): Nika Amashukeli | Árbitro(s): Nika Amashukeli |

### Segunda fecha
| 7 de febrero | Francia | 31 - 19 | Italia | Stade Maurice David, Aix-en-Provence |                       |
| 19:00        |         | Reporte |        | Árbitro(s): Ben Blain                | Árbitro(s): Ben Blain |

| 7 de febrero | Irlanda | 36 - 22 | Gales | Irish Independent Park, Cork |                             |
| 19:15        |         | Reporte |       | Árbitro(s): Nika Amashukeli  | Árbitro(s): Nika Amashukeli |

| 7 de febrero | Escocia | 17 - 21 | Inglaterra | Myreside Stadium, Edimburgo       |                                   |
| 19:30        |         | Reporte |            | Árbitro(s): Pierre-Baptiste Nuchy | Árbitro(s): Pierre-Baptiste Nuchy |

### Tercera fecha
| 21 de febrero | Italia | 29 - 30 | Escocia | Stadio Mirabello, Reggio Emilia |                        |
| 15:00         |        | Reporte |         | Árbitro(s): Adam Jones          | Árbitro(s): Adam Jones |

| 21 de febrero | Gales | 14 - 11 | Francia | Stadiwm Zip World, Colwyn Bay |                       |
| 16:35         |       | Reporte |         | Árbitro(s): Adam Leal         | Árbitro(s): Adam Leal |

| 21 de febrero | Inglaterra | 21 - 39 | Irlanda | Franklin's Gardens, Northampton |                       |
| 16:45         |            | Reporte |         | Árbitro(s): Ben Blain           | Árbitro(s): Ben Blain |

### Cuarta fecha
| 6 de marzo | Irlanda | Cancelado | Italia | Irish Independent Park, Cork |  |
| 19:15      |         | Reporte   |        |                              |  |

| 6 de marzo | Inglaterra | 22 - 23 | Gales | Kingsholm Stadium, Gloucester     |                                   |
| 19:45      |            | Reporte |       | Árbitro(s): Pierre-Baptiste Nuchy | Árbitro(s): Pierre-Baptiste Nuchy |

| 6 de marzo | Escocia | 22 - 29 | Francia | Netherdale Stadium, Galashiels |                        |
| 20:00      |         | Reporte |         | Árbitro(s): Adam Jones         | Árbitro(s): Adam Jones |

### Quinta fecha
| 13 de marzo | Francia | Cancelado | Irlanda | Stade Aimé Giral, Perpiñán |  |
|             |         | Reporte   |         |                            |  |

| 13 de marzo | Gales | 17 - 52 | Escocia | Stadiwm Zip World, Colwyn Bay |                              |
| 16:35       |       | Reporte |         | Árbitro(s): Gianluca Gnecchi  | Árbitro(s): Gianluca Gnecchi |

| 15 de marzo | Italia | Cancelado | Inglaterra | Payanini Rugby Centre, Verona |  |
|             |        | Reporte   |            |                               |  |